# Équipe de Guinée des moins de 20 ans de football
Maillots
L'équipe de Guinée de football des moins de 20 ans est une sélection de joueurs de moins de 20 ans au début des deux années de compétition placée sous la responsabilité de la Fédération de guinéenne de football.

## Parcours en compétition internationale

### Coupe du monde des moins de 20 ans
| Coupe du monde des moins de 20 ans | Coupe du monde des moins de 20 ans | Coupe du monde des moins de 20 ans | Coupe du monde des moins de 20 ans | Coupe du monde des moins de 20 ans | Coupe du monde des moins de 20 ans | Coupe du monde des moins de 20 ans | Coupe du monde des moins de 20 ans |
| Année                              | Tour                               | J                                  | G                                  | N                                  | P                                  | Bp                                 | Bc                                 |
| ---------------------------------- | ---------------------------------- | ---------------------------------- | ---------------------------------- | ---------------------------------- | ---------------------------------- | ---------------------------------- | ---------------------------------- |
| 1977                               | Non qualifiée                      | -                                  | -                                  | -                                  | -                                  | -                                  | -                                  |
| 1979                               | Premier tour                       | 3                                  | 0                                  | 0                                  | 3                                  | 0                                  | 10                                 |
| 1981                               | Non qualifiée                      | -                                  | -                                  | -                                  | -                                  | -                                  | -                                  |
| 1983                               | Non qualifiée                      | -                                  | -                                  | -                                  | -                                  | -                                  | -                                  |
| 1985                               | Non qualifiée                      | -                                  | -                                  | -                                  | -                                  | -                                  | -                                  |
| 1987                               | Non qualifiée                      | -                                  | -                                  | -                                  | -                                  | -                                  | -                                  |
| 1989                               | Non qualifiée                      | -                                  | -                                  | -                                  | -                                  | -                                  | -                                  |
| 1991                               | Non qualifiée                      | -                                  | -                                  | -                                  | -                                  | -                                  | -                                  |
| 1993                               | Non qualifiée                      | -                                  | -                                  | -                                  | -                                  | -                                  | -                                  |
| 1995                               | Non qualifiée                      | -                                  | -                                  | -                                  | -                                  | -                                  | -                                  |
| 1997                               | Non qualifiée                      | -                                  | -                                  | -                                  | -                                  | -                                  | -                                  |
| 1999                               | Non qualifiée                      | -                                  | -                                  | -                                  | -                                  | -                                  | -                                  |
| 2001                               | Non qualifiée                      | -                                  | -                                  | -                                  | -                                  | -                                  | -                                  |
| 2003                               | Non qualifiée                      | -                                  | -                                  | -                                  | -                                  | -                                  | -                                  |
| 2005                               | Non qualifiée                      | -                                  | -                                  | -                                  | -                                  | -                                  | -                                  |
| 2007                               | Non qualifiée                      | -                                  | -                                  | -                                  | -                                  | -                                  | -                                  |
| 2009                               | Non qualifiée                      | -                                  | -                                  | -                                  | -                                  | -                                  | -                                  |
| 2011                               | Non qualifiée                      | -                                  | -                                  | -                                  | -                                  | -                                  | -                                  |
| 2013                               | Non qualifiée                      | -                                  | -                                  | -                                  | -                                  | -                                  | -                                  |
| 2015                               | Non qualifiée                      | -                                  | -                                  | -                                  | -                                  | -                                  | -                                  |
| 2017                               | Premier tour                       | 3                                  | 0                                  | 1                                  | 2                                  | 1                                  | 9                                  |
| 2019                               | Non qualifiée                      | -                                  | -                                  | -                                  | -                                  | -                                  | -                                  |
| 2021                               | Non qualifiée                      | Annulée                            |                                    |                                    |                                    |                                    |                                    |
| 2023                               | Non qualifiée                      | -                                  | -                                  | -                                  | -                                  | -                                  | -                                  |
| 2025                               | Non qualifiée                      | -                                  | -                                  | -                                  | -                                  | -                                  | -                                  |
| Total                              | 2/24                               | 6                                  | 0                                  | 1                                  | 5                                  | 1                                  | 19                                 |

## Parcours en compétition continentale

### Coupe d'Afrique des moins de 20 ans
| Coupe d'Afrique des nations de football des moins de 20 ans | Coupe d'Afrique des nations de football des moins de 20 ans | Coupe d'Afrique des nations de football des moins de 20 ans | Coupe d'Afrique des nations de football des moins de 20 ans | Coupe d'Afrique des nations de football des moins de 20 ans | Coupe d'Afrique des nations de football des moins de 20 ans | Coupe d'Afrique des nations de football des moins de 20 ans | Coupe d'Afrique des nations de football des moins de 20 ans |
| Année                                                       | Phases de finale                                            | J                                                           | G                                                           | N                                                           | P                                                           | Bp                                                          | Bc                                                          |
| ----------------------------------------------------------- | ----------------------------------------------------------- | ----------------------------------------------------------- | ----------------------------------------------------------- | ----------------------------------------------------------- | ----------------------------------------------------------- | ----------------------------------------------------------- | ----------------------------------------------------------- |
| Aller-retour 1979                                           | Finale                                                      | 6                                                           | 3                                                           | 2                                                           | 1                                                           | 8                                                           | 5                                                           |
| Aller-retour 1981                                           | 1er Tour                                                    | 2                                                           | 1                                                           | 0                                                           | 1                                                           | 2                                                           | 2                                                           |
| Aller-retour 1983                                           | 1er Tour                                                    | 2                                                           | 0                                                           | 1                                                           | 1                                                           | 4                                                           | 3                                                           |
| Aller-retour 1985                                           | Quart de Finale                                             | 2                                                           | 0                                                           | 1                                                           | 1                                                           | 3                                                           | 1                                                           |
| Aller-retour 1987                                           | 1er Tour                                                    | 2                                                           | 0                                                           | 1                                                           | 1                                                           | 2                                                           | 1                                                           |
| Aller-retour 1989                                           | 1er Tour                                                    | 4                                                           | 2                                                           | 1                                                           | 1                                                           | 7                                                           | 5                                                           |
| 1991                                                        | 1er Tour.                                                   | 1                                                           | 1                                                           | 0                                                           | 0                                                           | 5                                                           | 0                                                           |
| 1993                                                        | Non Participant                                             | -                                                           | -                                                           | -                                                           | -                                                           | -                                                           | -                                                           |
| 1995                                                        | Phases de Groupe                                            | 7                                                           | 3                                                           | 2                                                           | 2                                                           | 8                                                           | 7                                                           |
| 1997                                                        | 1er Tour                                                    | 2                                                           | 0                                                           | 2                                                           | 0                                                           | 1                                                           | 1                                                           |
| 1999                                                        | Cinquième                                                   | 8                                                           | 3                                                           | 2                                                           | 4                                                           | 19                                                          | 19                                                          |
| 2001                                                        | Non Participant                                             | -                                                           | -                                                           | -                                                           | -                                                           | -                                                           | -                                                           |
| 2003                                                        | 1er Tour                                                    | 2                                                           | 1                                                           | 0                                                           | 1                                                           | 2                                                           | 2                                                           |
| 2005                                                        | 1er Tour                                                    | 2                                                           | 1                                                           | 0                                                           | 1                                                           | 2                                                           | 2                                                           |
| 2007                                                        | 1er Tour                                                    | 4                                                           | 1                                                           | 1                                                           | 2                                                           | 4                                                           | 3                                                           |
| 2009                                                        | 1er Tour                                                    | 4                                                           | 2                                                           | 1                                                           | 1                                                           | 6                                                           | 5                                                           |
| 2011                                                        | 1er Tour                                                    | 4                                                           | 2                                                           | 0                                                           | 2                                                           | 3                                                           | 4                                                           |
| 2013                                                        | 1er Tour                                                    | 2                                                           | 1                                                           | 0                                                           | 1                                                           | 2                                                           | 1                                                           |
| 2015                                                        | 1er Tour                                                    | 2                                                           | 0                                                           | 0                                                           | 2                                                           | 0                                                           | 2                                                           |
| 2017                                                        | Troisième                                                   | 11                                                          | 5                                                           | 3                                                           | 3                                                           | 9                                                           | 14                                                          |
| 2019                                                        | 2e Tour                                                     | 2                                                           | 1                                                           | 0                                                           | 1                                                           | 3                                                           | 3                                                           |
| 2021                                                        | Demi-final Zone UFOA A                                      | 5                                                           | 2                                                           | 0                                                           | 1                                                           | 8                                                           | 3                                                           |
| 2023                                                        | Phases de groupe Zone UFOA A                                | 4                                                           | 2                                                           | 1                                                           | 1                                                           | 6                                                           | 2                                                           |
| 2025                                                        | Demi-final Zone UFOA A                                      | 2                                                           | 1                                                           | 2                                                           | 1                                                           | 4                                                           | 4                                                           |
| Total                                                       | 5/24                                                        | 87                                                          | 32                                                          | 20                                                          | 28                                                          | 109                                                         | 88                                                          |

### Championnat des moins de 20 ans UFOA Zones A
- Phases de groupe Zone UFOA A en 2018[3]
- Phases de groupe Zone UFOA A en 2019[4]
- Demi-final Zone UFOA A en 2020[5]
- Phases de groupe Zone UFOA A en 2022[6]

## Palmarès
Coupe d’Afrique :
- Finaliste en 1979.

- troisième en 2017.

Coupe du monde :
- A atteint le premier tour en 1979.
- A atteint le premier tour en 2017.